# Канашская епархия
Кана́шская епа́рхия (чув. Канаш епархийӗ) — епархия Русской православной церкви, объединяющая приходы и монастыри в границах Канашского, Козловского, Комсомольского, Красноармейского, Урмарского, Яльчикского и Янтиковского районов Чувашии. Входит в состав Чувашской митрополии.
В епархии состоят 62 прихода.

## История
Канашская епархия была образована решением Священного Синода Русской православной церкви от 4 октября 2012 года путём выделения из состава Чебоксарской епархии и тогда же включена в состав Чувашской митрополии. Главой епархии был назначен епископ Алатырский Стефан (Гордеев) с титулом Канашский и Янтиковский (27 мая 2022 титул изменён на Канашский и Беловолжский).

## Благочиния
Епархия разделена на 7 церковных округов:
- I благочиние (Канашский район)
- II благочиние (Янтиковский район)
- III благочиние (Комсомольский район)
- IV благочиние (Яльчикский район)
- V благочиние (Урмарский район)
- VI благочиние (Козловский район)
- VII благочиние (Красноармейский район)

## Монастыри
- Иверский Богородицкий монастырь в селе Шерауты (женский)